# Yukiko Okada
Yukiko Okada (japonès: 岡田 有希子)  (Ichinomiya, 22 d'agost de 1967 - Yotsuya, 8 d'abril de 1986), anomenada « Yukko », de nom real Kayo Satō (佐藤 佳代, Sato Kayo) va ser una popular cantant, ídol japonès dels anys 80, que es va suïcidar a Tòquio.

## Biografia
Yukiko Okada va guanyar amb 15 anys el popular Star Tanjō!, concurs televisiu de descobriment de joves talents de la cadena Nippon Television. Va començar a l'agència Sun Música l'abril de 1984 amb un primer disc, al segell Canyon Records.
Després va aparèixer en anuncis publicitaris, va presentar programes de ràdio i va actuar en dramas de televisió, sobretot interpretant el paper de l'heroïna de la sèrie Kinjirareta Mariko. Les estrelles de la música Seiko Matsuda i Ryūichi Sakamoto li van escriure la cançó del seu vuitè senzill Kuchibiru Network, que ocupa el primer lloc a l'Oricon el febrer de 1986. El seu quart disc, que es va publicar el mes següent, seria l'últim disc de la seva vida.
De fet, amb ple èxit, dues setmanes després de la publicació d'aquest darrer disc, va morir als 18 anys saltant des de dalt de l'edifici de set pisos de la seva agència (l'edifici Sun Music) al districte de Yotsuya de Tòquio; va ser descoberta a terra pel responsable de l'edifici cap a les 10 del matí. Dues hores abans, ja l'havien trobat enfonsada en un armari del seu apartament ple de gas, plorant i els canells tallats. Les raons del seu suïcidi segueixen sent oficialment desconegudes, però probablement es va inspirar en un de similar, deu dies abans, d'un altre ídol de la mateixa edat, Yasuko Endō. La seva salut mental va començar a trontollar a principis d'any, donant lloc a aquesta depressió.
El mateix suïcidi d'Okada, molt publicitat, va provocar una onada de suïcidis d'imitació a l'arxipèlag, un fenomen conegut en anglès com a síndrome de Yukko (efecte Werther a Europa), que va provocar l'autocensura dels mitjans japonesos sobre els casos de suïcidis. Com a resultat d'aquests esdeveniments, el llançament ja fet del seu senzill Hana no Image, previst per al mes següent, es va cancel·lar, i no es publicarien nous discs o recopilacions d'Okada, fins al llançament de Memorial Box el 1999; això inclou entre d'altres una còpia del senzill Hana no Image, publicat finalment després de 13 anys d'espera. El 2002 va llançar pòstumament el seu novè senzill oficial, una nova versió de la cançó Believe In You que només havia aparegut com a "sense títol" al seu àlbum recopilatori de 1984 Okurimono.
Yukiko Okada està enterrada actualment al cementiri de Saya (ciutat fusionada el 2005 amb la ciutat de Saori, els pobles de Hachikai i Tatsuta; la nova ciutat va prendre el nom d'Aisai), a la prefectura d'Aichi, a l'illa de Honshū.

## Discografia

### Àlbums
Originals
1. 5 setembre 1984: Cinderella (シンデレラ)
2. 21 març 1985: Fairy (FAIRY)
3. 18 setembre 1985: Jūgatsu no Ningyo (十月の人魚)
4. 21 març 1986: Venus Tanjō (ヴィーナス誕生)

Recopilacions
1. 28 novembre 1984: Okurimono (贈りもの)
2. 5 desembre 1985: Okurimono II (贈りものII)
3. 15 maig 2002: All Songs Request (ALL SONGS REQUEST)
4. 21 novembre 2012: The Premium Best Okada Yukiko (ザ・プレミアムベスト 岡田有希子)
5. 30 juliol 2014: Golden☆Idol Okada Yukiko (ゴールデン☆アイドル 岡田有希子)

Caixes
1. 17 març 1999: Memorial Box (メモリアルBOX)
2. 18 desembre 2002: Okurimono III (84-86 ぼくらのベスト SP　岡田有希子 CD/DVD-BOX 「贈りものIII」)

### Singles
1. 21 abril 1984: First Date (ファースト・デイト)
2. 18 juliol 1984: Little Princess (リトル プリンセス)
3. 21 setembre 1984: Dreaming Girl: Koi, Hajimemashite (-Dreaming Girl- 恋、はじめまして)
4. 16 gener 1985: Futari Dake no Ceremony (二人だけのセレモニー)
5. 17 abril 1985: Summer Beach
6. 17 juliol 1985: Kanashii Yokan (哀しい予感)
7. 5 octubre 1985: Fira de l'amor
8. 29 gener 1986: Kuchibiru Network (くちびるNetwork)
9. 14 maig 1986: Hana no Image (花のイマージュ) (sortida anul·lada)
10. 4 desembre 2002: Believe in You

## Filmografia
Sèrie de televisió
- 1985 a 1986: Kinjirareta Mariko (en el paper de Mariko Sugiura)

Documental
- 2: Memories in Swiss (viatge de Yukiko Okada en Suisse el 1985) - DVD